# Свон Вали (Ајдахо)
Свон Вали (енгл. Swan Valley) град је у америчкој савезној држави Ајдахо.

## Демографија
По попису из 2010. године број становника је 204, што је 9 (-4,2%) становника мање него 2000. године.
| Група             | 2000.       | 2010.       |
| Белци             | 193 (90,6%) | 197 (96,6%) |
| Афроамериканци    | 0 (0,0%)    | 0 (0,0%)    |
| Азијати           | 1 (0,5%)    | 1 (0,5%)    |
| Хиспаноамериканци | 5 (2,3%)    | 3 (1,5%)    |
| Укупно            | 213         | 204         |